# Sośnina (Nowe Sioło)
Sośnina – część wsi Nowe Sioło w Polsce, położona w województwie podkarpackim, w powiecie lubaczowskim, w gminie Cieszanów.
W latach 1975–1998 Sośnina administracyjnie należała do województwa przemyskiego.